# Іспанська готика
Іспанська готика — період і стиль в архітектурі Іспанії, що має відмінності від готики інших країн. 
Обстановка, в якій розвивалося мистецтво Іспанії в Середньовіччі, була складною. Спочатку на Піренейському півострові правили вестготи, гілка більшого народу — готів. Їх іменем і названий цей архітектурний стиль у всій Європі. 
Іспанська готика має відмінні риси. По-перше, вплив мавританського мистецтва. По-друге, для неї характерні різноманіття, попри спільні риси. В період 12-13 століть відбувалася боротьба християн з маврами за повернення земель (Реконкіста). До цього, в 11 столітті, в Іспанії панував романський стиль, а йому передував астурський (протороманський) стиль. Готика поширювалася по Іспанії нерівномірно. В Кастилії твори готики з'явилися вже в 13 столітті, в Каталонії — в 14-15 ст., а в Андалусію вона проникла лише в 2-ій половині 15 століття. 
У той період в Іспанії працювало багато мавританських майстрів (мудехарів), їх іменем названий стиль мудехар. Звичайно, вони використовували мавританські мотиви в оздобленні будівель. Стиль готики в Іспанії виявлявся переважно в будівництві соборів, і дуже мало — в архітектурі замків та громадських будівель. На відміну від французької готики, іспанська має ще одну особливість - це порушення конструктивної логіки будівлі, які були часто задумані відповідно до французьких зразків - будівлі залишалися недобудованими. Пізніше вони добудовувалися та перебудовувалися, без конкретного плану та обростали капелами та захристіями. Будівлі втрачали вертикальну спрямованість. 
Відрізнялося від французького і внутрішнє оздоблення соборів. В умовах жаркого клімату робилися вузькі вікна, і всередині панувала напівтемрява. Там, де зазвичай в соборах був хор, тут розміщували каплицю, обнесену стіною. Ззаду розміщувався вівтар та ретабло (завівтарний образ). 

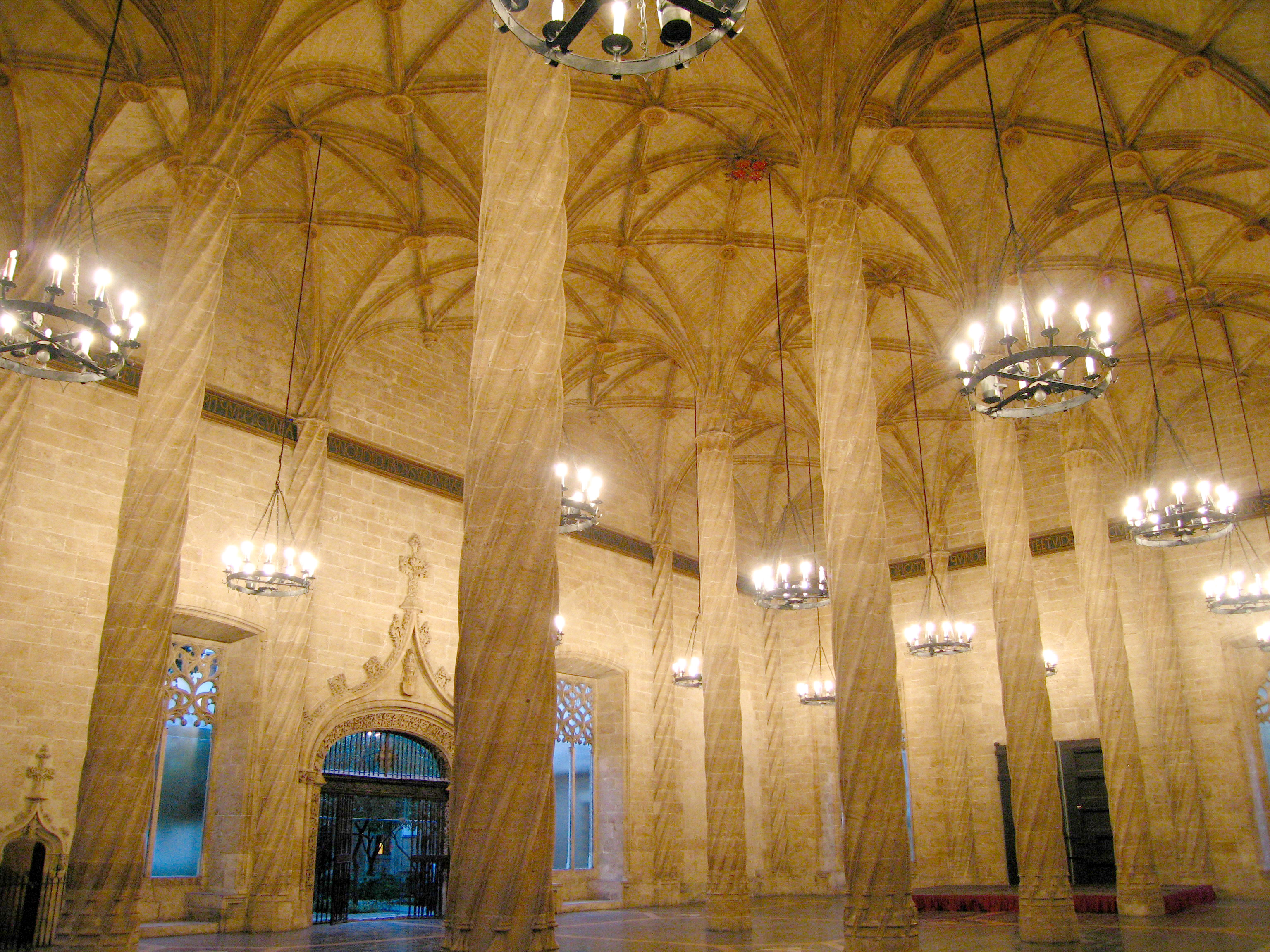
Інтер'єр шовкової біржі в Валенсії, Каталонія (XV століття)

У Каталонії склався свій варіант готики. Споруди там відрізняються більшою просторовою свободою, широтою плану, переважанням спокійних горизонтальних ліній. Замість гострих готичних дахів — плоскі покриття по уступах. Аркбутани та контрфорси не виступають назовні, а часто заховані всередину. 

Собор у Бургосі — столиці середньовічної Кастилії.

## Послідовність готичних стилів в Іспанії
Дати є приблизними. 
- Рання готика (12 століття)
- Висока готика (13 століття)
- Мудехар (13-15 століття)
- Левантина (14 століття)
- Flamboyant / пізня готика (15 століття)
- Ісабеліно (15 століття)

## Твори
- Леонський собор (розпочато в 1303), близький французьким соборам;
- Собор у Бургосі (1221-1567);
- Толедський собор (1227-1493);
- Собор Санта-Марія дель Мар в Барселоні (1317 - XV століття);
- Севільський катедральний собор, XVI століття;
- Собор Святого Хреста та Святої Евлалії в Барселоні (1298-1420).